# 新南威尔士皇家学会
新南威尔士皇家学会（英語：Royal Society of New South Wales）是总部设在澳大利亚悉尼的科学团体，这是在南半球和澳大利亚中最古老的学会。学会在1821年6月27日作为澳大利西亚哲学学会建立。1850年,经过一段时期的非正式活动,学会重命名为成为澳大利亚哲学学会。该学会于1866年12月12日授予御准,它被重新命名为新南威尔士皇家学会。